# Pala della Madonna col Bambino e tra i santi Pietro e Nicola
Pala della Madonna col Bambino e tra i santi Pietro e Nicola è un dipinto di Benvenuto di Giovanni. Eseguito nel 1479, è conservato nella National Gallery di Londra.

## Descrizione
Si tratta di una pala d'altare a trittico composta da tre pannelli dipinti a tempera su fondo oro: a sinistra è raffigurato san Pietro, al centro la Madonna col Bambino e due angeli, a destra san Nicola.